# Rokszin Ádám
Rokszin Ádám (Szolnok, 1991. július 21. –) visszavonult magyar labdarúgó. A Szolnoki MÁV, Győri ETO, Vasas, Nyíregyháza játékosa volt.

## Győri ETO
2017 nyarán klubot váltott, leigazolta a Győri ETO FC.

## Vasas FC
2018 júliusában a Vasashoz igazolt. 
2019 januárjában egy ankéton jelentette be a klubelnök, hogy a szakmai vezetés nem számol vele a jövőben.

## Nyíregyháza Spartacus FC
2019 telén a Níregyháza Spartacus FC együtteséhez szerződött, két és fél évre szóló szerződést írt alá. 13 bajnoki mérkőzésen lépett pályára, ötször volt a kezdőcsapat tagja, egy gólt szerzett.
A 2018-2019-es szezon végén távozott a csapattól. 

## Szolnoki MÁV FC
2019 júliusában a Szolnok bejelentette, hogy leigazolták, így két év után visszatért korábbi csapatába.

## Visszavonulás
2023. június 30-án járt le a szerződése a harmadosztályú Szolnoki MÁV csapatánál, ezután döntött a visszavonulás mellett.